# Igor Stravinsky
Igor Fjodorovics Sztravinszkij (oroszul: Игорь Фёдорович Стравинский), angolosan, művésznevén: Igor Stravinsky (Oranienbaum, Pétervári kormányzóság, 1882. június 17. – New York, 1971. április 6.) orosz zeneszerző, a 20. század egyik legnagyobb hatású komponistája. Műveiért szerzett elismerései mellett zongoristaként és karmesterként is nagy hírnévre tett szert műveinek premierjein nyújtott teljesítményével.

## Életútja
Édesapja Fjodor Ignatyjevics Sztravinszkij (1843–1902), kora vezető basszistája volt.
Stravinsky művei nagy stilisztikai változatosságot mutatnak. Először három balettel tett szert nemzetközi hírnévre, amit Szergej Gyagilev impresszárió megrendelésére készített, és az ő orosz balettje adott elő; ezek: a Tűzmadár (L'Oiseau de feu, 1910), a Petruska (1911) és a Tavaszi áldozat (Le sacre du printemps, 1913). A Tavaszi áldozat, melynek premierje a zene által megosztott közönség soraiban hatalmas zavargást váltott ki, átalakította a jövendő zeneszerzők ritmusszerkezetről alkotott képét, és egy elképzelt ősi Oroszország pogány szertartásairól alkotott víziója máig elbűvöli a hallgatóit.
Első orosz korszaka után az 1920-as években a neoklasszicizmus felé fordult. Ekkor készült művei inkább hagyományos zenei formákat alkalmaztak, és nem ritkán korábbi zeneszerzőknek – mint Bach, Verdi és Csajkovszkij – állítottak emléket. Mavra című vígoperájának bemutatója 1922. június 3-án volt Párizsban. 1924-ben saját művei előadásával elkezdte előadóművészi pályafutását. Oidipus Rex című opera-oratóriumának ősbemutatója 1927. május 30-án volt.
A francia állampolgárságot 1934. június 10-én kapta meg. 1938. november 30-án meghalt a lánya, 1939. március 2-án elhunyt a felesége, Katyerina, június 7-én pedig meghalt az édesanyja is. 1939-ben az Egyesült Államokban telepedett le,
és a Massachusetts állambeli Cambridge-ben, a Harvard Egyetemen tartotta híressé vált előadás-sorozatát Poétique musicale címen. 1940. március 9-én újra megnősült, Vera Bosset-t vette feleségül. 1945. december 28-án megkapta az amerikai állampolgárságot.
Amerikai tartózkodása első idejében írta Symphony in C (1940), Symphony in Three Movements (1945) és a népszerű Ebony Concerto (klarinét, big band, 1945) című műveit. Az 1950-es évektől kezdve, élete utolsó húsz évében új technikákat alkalmazott, amelyek tömörebbek, erősebb ritmikájúak, harmonikusabbak és összetettebb mintázatúak voltak, mint a korábbi művei. Bonyolultságuktól eltekintve ezeknek a műveknek sok közös vonása van korábbi alkotásaival, például a ritmusos energia, a forma tisztasága, a hangszerelés és a kifejezésmód. Szeriális műveket is írt (például Threni: id est Lamentationes Jeremiae Prophetae, 1958; The Flood, 1962).
Íróként Alexis Roland-Manuellel közösen összeállította a Zene költészete című könyvét, amelyben az a híres állítása szerepel, hogy „a zene önmagán kívül semmit sem képes kifejezni”. Robert Crafttal készített interjúi Robert Craft – Igor Stravinsky: Beszélgetések címen jelent meg. A következő évtizedben öt további köteten dolgoztak együtt. Hazájában, a Szovjetunióban a műveit hosszú ideig nem játszották. 1962-ben, miután rehabilitálták, hazalátogatott szülőföldjére. Egészségi állapota folyamatosan romlott, végül 1971. április 6-án New Yorkban halt meg.

## Művei[9]

### Operák, színpadi művek
- A csalogány dala (Le Rossignol), háromfelvonásos opera (1914)
- Róka (Renard) burleszk történet színpadi énekre és játékra (1916)
- A katona története (L’Histoire du soldat) elbeszélésre, játékra és táncra (1918)
- Mavra, vígopera (1922)
- Oedipus rex, kétfelvonásos operaoratórium (1927)
- Perséphone, melodráma (1933)
- A léhaság útja (The Rake’s Progress; magyarul Az aranyifjú útja, A korhely útja, A kéjenc útja címen is), háromfelvonásos opera (1951)
- Az özönvíz (The Flood), zenés játék (1962)

### Balett
- A tűzmadár (L’Oiseau de feu) (1910, átdolgozva 1919/1945)
- Petruska (Pétrouchka) (1911, átdolgozva 1947)
- Tavaszszentelő vagy Tavaszi áldozat (Le Sacre du printemps) (1913, átdolgozva 1947/1967)
- Menyegző (Les Noces), négy énekes szólistára, vegyeskarra, négy zongorára, ütőkre (1914–17; 1919–23)
- Pulcinella, balett Pergolesi nyomán (1920)
- Apollon musagète, balett (1928, átdolgozva 1947)
- A tündér csókja (Le Baiser de la fée) allegorikus balett (1928, átdolgozva 1950-ben)
- Kártyajáték (Jeu de cartes) balett három osztásban (1936)
- Scènes de ballet (1944)
- Orpheus, balett (1947)

### Zenekari művek
- Esz-dúr szimfónia, Op. 1 (1905–1907)
- Scherzo fantastique, Op. 3 (1908)
- Tűzijáték, (Feu d’artifice), Op. 4 (1908)
- Gyászének (1908)
- A csalogány dala (Le Chant du rossignol) (1917)
- Fúvósszimfóniák (1920, átdolgozva 1945–1947)
- Pulcinella szvit (1920)
- Suite No. 2 kamarazenekarra (1921, a Trois pièces faciles és Cinq pièces faciles No. 5 feldolgozása)
- Suite No. 1 kiszenekarra (1925, a Cinq pièces faciles Nos. 1–4 feldolgozása)
- Quatre études (1928, a Trois pièces faciles átdolgozása)
- Divertimento (szvit a Le Baiser de la féeből, 1934)
- Concerto in Es Dumbarton Oaks, kamarazenekarra (1938)
- Symphony in C (1940)
- Circus Polka zenekarra (1942)
- Four Norwegian Moods (1942)
- Ode Elegical Chant (1943)
- Scherzo à la russe
- Symphony in Three Movements (1945)
- Concerto in D („Bázel-concerto”) vonószenekarra (1946)
- Tango kamarazenekar számára (1953, az 1940-es mű átdolgozása zongorára)
- Greeting Prelude (1955)
- 8 Instrumental Miniatures 15 játékosra (1963, a Les Cinq Doigts zenekari változata)
- Variációk in memoriam Aldous Huxley (1963/1964)

### Versenyművek
- Concerto zongorára, ütőhangszerekre és nagybőgőre (1923–24/1951)
- Capriccio zongorára és zenekarra (1929/1949)
- Concerto en ré hegedűre és zenekarra (1931)
- Movements zongorára és zenekarra (1958–59)

### Kamarazene
- Trois pièces vonósnégyesre (1914)
- Rag-Time 11 hangszerre (1917–18)
- Trois pièces klarinétra (1919)
- Concertino, vonósnégyesre (1920)
- Oktett fúvósokra (1923)
- Duo concertant hegedűre és zongorára (1932)
- Elégia, mélyhegedűre (1944)
- Szeptett klarinétra, kürtre, fagottra, hegedűre, brácsára, csellóra és zongorára (1953)
- Concertino, kiszenekarra (1953) (az 1920-as vonósnégyes átdolgozása)
- Epitaphium, fuvolára, klarinétra és hárfára (1959)
- Kettős kánon, vonósnégyesre in memoriam Raoul Dufy (1959)
- Fanfare for a New Theatre, két trombitára (1964)

### Kórusművek
- Zvedolikij, (A csillagok királya) kantáta (1912)
- Symphonie de psaumes (Zsoltárszimfónia) kórusra és zenekarra hegedűk és brácsa nélkül (1930, átdolgozva 1948)
- Babel kantáta (1944)
- Mise (1944–48)
- Kantáta szopránra, tenorra, női karra és 5 hangszerre (1951–52)
- Canticum Sacrum tenorra, baritonra, vegyeskarra és zenekarra (1955)
- Jeremiás siralmai 6 szólistára, vegyeskarra és zenekarra (1958)
- A Sermon, a Narrative and a Prayer (Prédikáció, elbeszélés és könyörgés) kantáta altra, tenorra, vegyeskarra és zenekarra (1961)
- Introitus férfikarra és kamaraegyüttesre (1965)
- Requiem Canticles alt, basszus, vegyeskar, zenekar (1966)

## Hangfelvételek
- A tűzmadár – YouTube.com, közzététel: 2011. nov. 6.
- Petruska – YouTube.com, közzététel: 2011. dec. 1.
- Tavaszi áldozat – YouTube.com, közzététel: 2013. okt. 16.
- 1. szimfónia – YouTube.com, közzététel: 2015. nov. 23.
- Zsoltárszimfónia – YouTube.com, közzététel: 2013. máj. 14.
- Szimfónia C-ben – YouTube.com, közzététel: 2018. máj. 13.
- Szimfónia három részben – YouTube.com, közzététel: 2018. aug. 9.
- Orfeusz – YouTube.com, közzététel: 2012. febr. 7.
- Requiem – YouTube.com, közzététel: 2017. febr. 18.
- Mise kórusra – YouTube.com, közzététel: 2017. nov. 23.
- Fanfár – YouTube.com, közzététel: 2018. jún. 8.
- Bábel – YouTube.com, közzététel: 2010. aug. 16.
- Canticum Sacrum – YouTube.com, közzététel: 2018. dec. 17.
- A katona története – YouTube.com, közzététel: 2016. ápr. 14.
- Szimfónia fúvós hangszerekre – YouTube.com, közzététel: 2017. szept. 28.
- Pulcinella – YouTube.com, közzététel: 2017. febr. 15.
- Tűzijáték – YouTube.com, közzététel: 2016. febr. 15.

## Kották
- Stravinsky, Igor. International Music Score Library Project. (Hozzáférés: 2019. május 17.)

## Magyarul megjelent művei
- Robert Craft–Igor Stravinsky: Beszélgetések. Válogatás; vál., szerk., előszó, jegyz. Kovács Sándor, ford. Pándi Marianne; Gondolat, Bp., 1987
- Életem; ford. F. Csanak Dóra, utószó Fábián Imre; Gondolat, Bp., 1969
- A tűzmadár; szöveg Igor Sztravinszkij balettműve alapján Tallián Mariann, ill. Szimonidesz Hajnalka; Holnap, Bp., 2018 + CD